# François Gustave Panel
 (janvier 2018).
Si vous disposez d'ouvrages ou d'articles de référence ou si vous connaissez des sites web de qualité traitant du thème abordé ici, merci de compléter l'article en donnant les références utiles à sa vérifiabilité et en les liant à la section « Notes et références ».
François-Gustave Panel est un médecin et historien de la santé en Normandie, né à Saint-Valery-en-Caux en Seine-Inférieure le 6 avril 1862, mort à Rouen le 29 janvier 1947 (Seine-Inférieure).

## Biographie

### Carrière
Il sert comme médecin-auxiliaire du service de Santé en 1882, puis rejoint l'école de médecine de Rouen où il obtient le premier prix de deuxième année en 1883, ainsi que la médaille d'or du prix Pillore pour sa thèse en 1885.
En 1888, il crée le bureau municipal d'hygiène et de santé publique de Rouen, qu'il dirige jusqu'en 1929. Parallèlement, il exerce une activité libérale dans son cabinet rue Saint-Nicolas puis à Bois-Guillaume.
Par son mariage en 1888 avec Céline Héron, il est le gendre du bibliophile et philologue Alexandre Héron. Il le rejoint au sein de l'Académie des sciences, belles-lettres et arts de Rouen, puis hérite de son immense bibliothèque en 1903.
Ses travaux d'érudition portent principalement sur l'histoire médicale de la Haute-Normandie, la politique de santé publique et la ville de Rouen.
Il demeure 1 impasse du Champ-des-Oiseaux à Rouen.

### Vie privée
Il est le fils unique de François Panel, coiffeur, et de Marie-Céline Renoult.  

### Ouvrages
- Gustave Panel, D'un moyen pratique de photographier le fond de l’œil, Paris, A. Delahaye et E. Lecrosnier, 1887.
- Gustave Panel, Préoccupations municipales pour l'hygiène et la santé publiques à Rouen. Résumé historique de 1389 à 1870, Rouen, E. Cagniard, 1888.
- Gustave Panel, Un Rouennais oublié, Jacques Mesnard, chirurgien et accoucheur (1685-1746), 1889.
- Gustave Panel, Un chant royal présenté aux palinods de Rouen par Guygnart, apothicaire (XVIe siècle), Rouen, E. Marguery, 1891.
- Gustave Panel, Des causes d'extension de la phtisie tuberculeuse dans la population ouvrière de Rouen et de la Seine-Inférieure, Rouen, E. Cagniard, 1891.
- Gustave Panel, La vie et les œuvres de Jacques de Cahaignes, professeur du roi en médecine à l'Université de Caen, 1548-1618?, Sotteville-lès-Rouen, E. Lecourt, 1900.
- Pierre de Grousset (Introduction et notes par le Dr Gustave Panel), Recueil de la vertu de la fontaine médicinale de St Éloi à Forges, Rouen : Impr. Léon Gy, 1902.
- Gustave Panel, Le lieu-de-santé de Rouen, Rouen, 1905 (réimpr. avec une introduction par G. Panel).
- Thomas Le Forestier (Introduction, analyse et notes par le Dr Gustave Panel), Traité de la peste, Rouen, Léon Gy, 1909.
- Gustave Panel (Introduction, analyse et notes par le Dr Gustave Panel), Trois Opuscules sur la peste de Rouen de 1668, Rouen, Léon Gy, 1911.
- Gustave Panel (Introduction, notes et table par le docteur G. Panel), Documents concernant les Pauvres de Rouen, 1224-1630 : Extraits des Archives de l'Hôtel-de-Ville, Rouen, A. Lestringant, 1917.
- Gustave Panel (introduction et notes et tables par le dr. G. Panel), Documents concernant les pauvres de Rouen, extraits des archives de l'hôtel-de-ville II, 1631 à 1763, Paris, A. Picard, 1919.
- Gustave Panel (Introduction, analyse et notes notes et tables par le dr. G. Panel), Documents concernant les pauvres de Rouen, extraits des archives de l'hôtel-de-ville III, 1763 à 1789, Paris, A. Picard, 1919.
- Gustave Panel (Introduction par le Dr G. Panel), Ordonnances de 1519 sur le fait de la chose publique à Rouen, Rouen, A. Lainé, 1925.

## Distinctions
- Officier de l'Instruction publique.